# Río Cabriel
El Cabriel es un río del este de España, principal afluente del Júcar. Tiene una longitud de 277,6 km, una cuenca de 4754,2 km² y un caudal anual medio de 220,82 hm³. Conocido por sus numerosas hoces y sus aguas cristalinas. Este río pasa por las provincias de Teruel, Albacete, Cuenca y Valencia.
Hay creada una asociación denominada Valle del Cabriel que comprende 52 pueblos de Albacete, Cuenca, Teruel y Valencia, con el propósito de convertir la zona en Reserva de la Biosfera, esta se llamara Reserva de la Biosfera del Valle del Cabriel que discurrirá a lo largo de todo el río Cabriel en sus 277 kilómetros de longitud.

## Toponimia

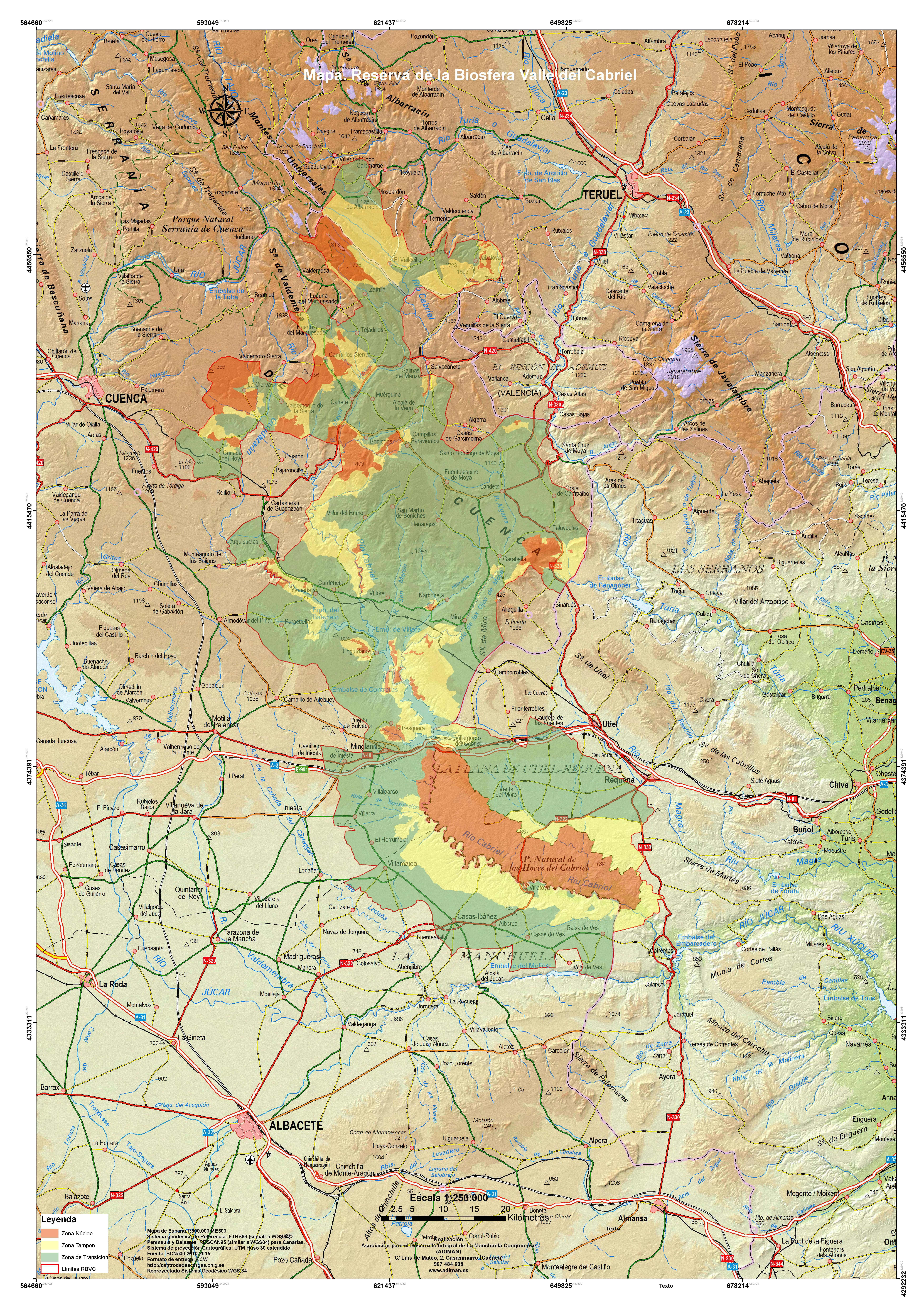
Mapa Reserva Biosfera Valle del Cabriel

El nombre parece venir de la palabra griega Aigra, la cabra montés. Los árabes llamaron al Cabriel "Cabrihuel " y así aparece en el fuero de Molina. (A deimuz, a Cabrihuel, a la laguna de Bernaldet, a Huelamo, a los Sacares...).

## Geografía
Nace en el paraje conocido como Barranco del Agua, dentro del término municipal de Frías de Albarracín, en los Montes Universales (sistema Ibérico) en la Comarca de Albarracín de la provincia de Teruel. Sigue por los municipios de Salvacañete, Alcalá de la Vega, Campillos-Paravientos, Boniches,  Pajaroncillo, Villar del Humo, Cardenete, Víllora, Enguídanos, Mira y Minglanilla. A partir de aquí, el cauce del río sirve de frontera natural entre la provincia de Cuenca y la provincia de Valencia, hasta llegar a la aldea de Los Cárceles, donde comienza a hacer de frontera entre la provincia de Albacete y Valencia, entrando en Valencia en ambas orillas por Casas del Río (Requena), y se une al Júcar en la localidad de Cofrentes.

## Afluentes
Sus principales afluentes son: 
- Por la derecha: el río Laguna y el Guadazaón.
- Por la izquierda: el río Vencherque, el río Martín y el río de Mira.

## Historia
El río cruza parajes ahora deshabitados; pero que han sido ocupados desde tiempos prehistóricos. En el término de Villar del Humo, destacan las pinturas rupestres del abrigo de la finca Selva Pascuala y otros, que han merecido su declaración como Patrimonio de la Humanidad desde 1998 por la Unesco.

## Economía
En época de los árabes nos cuenta Al-Idrisi que las aguas del Cabriel trasladaban los troncos de pino que se cortaban en Kelasa o Al-Qala (Alcalá de la Vega) hasta Cullera. De estas fechas datan los túneles hechos en Las Chorreras de Villora para poder traspasar los troncos.
Tiene un embalse de importancia, el embalse de Contreras, situado entre Minglanilla y Villargordo del Cabriel, y dos menores, el embalse del Bujioso y el embalse de Víllora. Asimismo, en el afluente Guadazaón está el embalse del Batanejo.
Las aguas son utilizadas para el regadío de pequeñas extensiones de huertas en Salvacañete, Alcalá de la Vega, Campillos Paravientos y Boniches. Desde aquí el río cruza terrenos forestales hasta llegar a la vega de Cardenete y Víllora. 
Destaca por el importante aprovechamiento hidroeléctrico de sus aguas, en las centrales hidroeléctricas de Víllora, Contreras y Mirasol. Las aguas retenidas por la presa de Víllora son turbinadas en la central Lucas de Urquijo (del Cabriel) y las de la presa de El Batanejo son turbinadas en la misma central en el lado del Guadazaón. A continuación, las aguas embalsadas en el embalse de Contreras son turbinadas en el salto de pie de presa de Contreras. Un kilómetro más abajo de la presa, las aguas son conducidas al salto de Mirasol. Estos saltos son explotados por Iberdrola Generación, y en conjunto suman una potencia punta cercana a los 200 MW.
Son cada vez más importantes los usos recreativos del río. El Cabriel ofrece tramos aislados y de gran belleza para la práctica del piragüismo en aguas bravas, como los de La Resinera, en la cabecera, y las Hoces del Cabriel. En el tramo situado bajo el embalse de Contreras numerosas empresas locales ofertan piragüismo y balsismo recreativo. Destaca por su gran dificultad técnica el tramo de Las Chorreras de Víllora y Enguídanos, paraje declarado monumento natural. Los tramos de Tamayo y Basta completan la relación de recorridos más frecuentes

## Medio ambiente

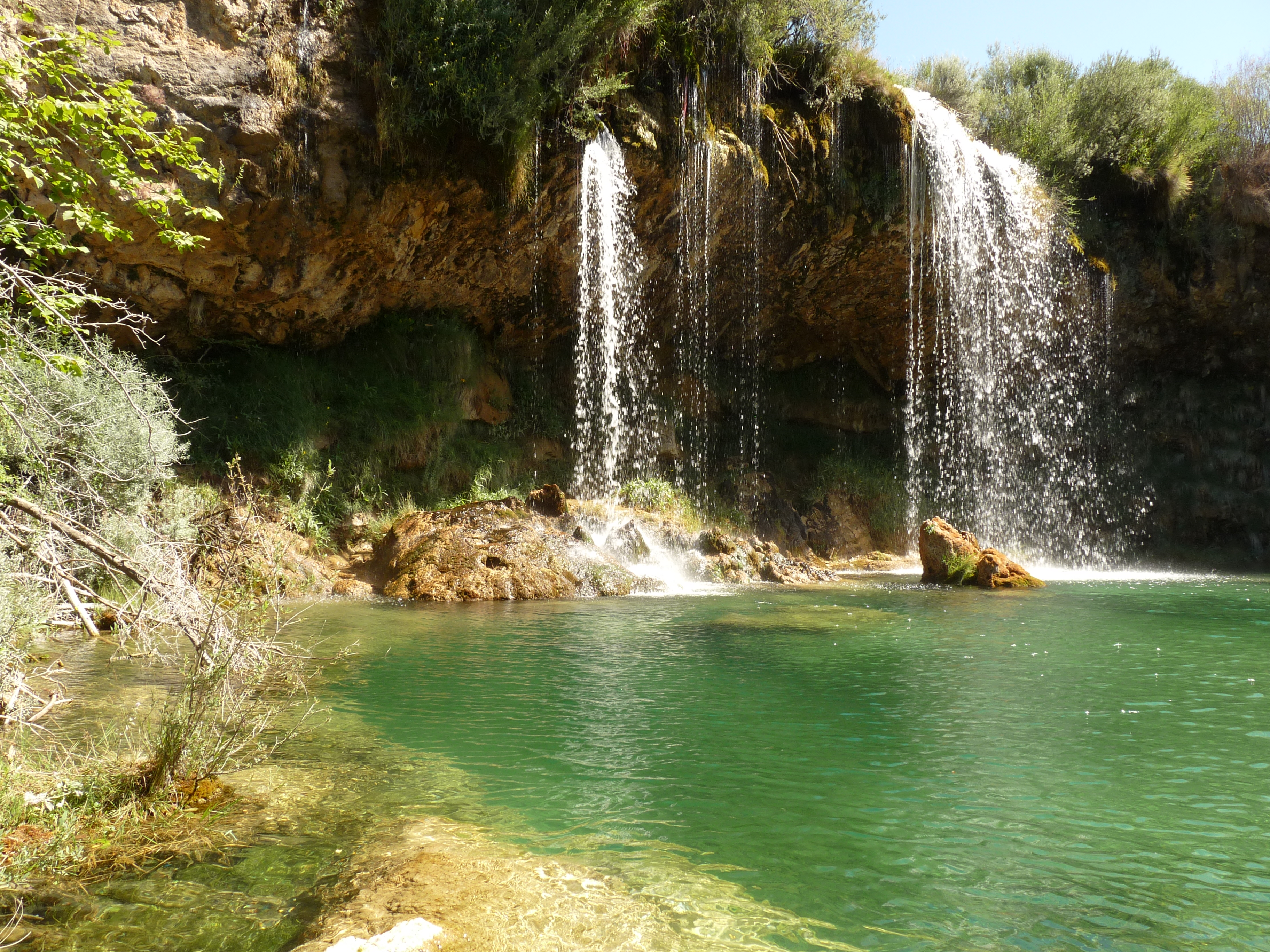
Cascada del Molino de San Pedro del río Cabriel

El río Cabriel puede presumir de ser el río cuyas aguas son las de mejor calidad de Europa, debido al importante despoblamiento de su cuenca y a la inexistencia de actividades económicas que puedan impactar sobre las aguas. En sus limpias aguas viven el barbo, la trucha arcoíris (introducida), la trucha común, así como la nutria. 
La orografía del territorio que atraviesa, desde su nacimiento hasta Cofrentes, es espectacular, destacando los Cuchillos y las Hoces del Cabriel, donde se puede practicar el balsismo y el piragüismo de aguas blancas en el periodo de sueltas del embalse de Contreras (desde el mes de junio a agosto). También señalaremos como paisajes destacables los de su afluente el río Laguna y arroyo de Tejadillos, desde su origen en la sierra de Valdemeca hasta su confluencia con el Cabriel. Forma la Laguna del Marquesado en el municipio del mismo nombre. El recorrido entre Pajaroncillo y Cardenete cruza lo más recóndito de la provincia de Cuenca, destacando el puente espectacular de la vía férrea Utiel - Cuenca cerca de la estación de Yémeda-Cardenete, y el más reciente de la línea del AVE Cuenca - Valencia, sobre las aguas embalsadas en Contreras.
El recorrido fluvial está propuesto como Lugar de Interés Comunitario (LIC) de la Red Natura 2000 de la Unión Europea.
En las cercanías de su cauce existen dos parajes naturales: el parque natural de las Hoces del Cabriel, en la Comunidad Valenciana, y la Reserva natural de las Hoces del Cabriel, en Castilla-La Mancha.
Reserva de la Biosfera Valle del Cabriel del programa MaB. Esta reserva fue aprobada por la UNESCO el 19 de junio de 2019 y comprende 421 765 hectáreas pertenecientes a los territorios influenciados por el Río Cabriel y sus afluentes, que incluyen 52 municipios (5 de ellos en la Sierra de Albarracín) de las comunidades de Castilla-La Mancha, Valencia y Aragón.
La Reserva MaB Valle del Cabriel destaca por su gran diversidad paisajística que incluye áreas montañosas, formaciones rocosas, zonas agrícolas y lagunas, como así hace constar la UNESCO en su declaración como Reserva de la Biosfera, además de grandes valores patrimoniales, históricos y culturales.